# SN 2005mt
SN 2005mt – supernowa typu IIn odkryta 3 lutego 2005 roku w galaktyce A102412-0344. W momencie odkrycia miała maksymalną jasność 18,00m.